# Liudmila Erarskaya
Liudmila Vladímirovna Erarskaya (en ruso: Людмила Владимировна Эрарская, 1890–1964), fue una actriz rusa que actuó desde el periodo previo a la revolución hasta su muerte en Moscú. Se relacionó con algunos de los intelectuales más notables de la época. Fue más conocida por su relación con Sophia Parnok a quien sirvió de fuente de inspiración para sus poemas.

## Biografía
Erarskaya fue una actriz rusa que trabajó en el teatro de Moscú creado por N. K. Nezlobina, en la Rusia prerrevolucionaria. Fue la amante -musa de la poeta Sophia Parnok de 1916 a 1926, y la inspiración para Parnok en la adaptación del libretto, Almast. Durante los años de guerra, ella y Parnok vivieron en Crimea en la ciudad de Sudak y Erarskaya escenificó producciones para entretener a la comunidad intelectual que vivía allí, como Adelaida Gertsyk, Eugenia Gertsyk, Alexander Spendiarov, y Maximilian Voloshin. También se unió a al Sindicato Federal de trabajadores del Arte, convirtiéndose en su secretaria, mientras simultáneamente encabezó la sección de teatro para el Ministerio de Educación en Sudak. Organizó representaciones para el Instituto de Sudak y actuó en representaciones escritas por la comunidad para los soldados que luchaban en el frente. Cuando regresó a Moscú en 1921, padeció de tuberculosis en 1923 y en enero de 1925, padeció un desglose mental y fue hospitalized durante un año. Cuando consiguió recuperarse,  había desarrollado una amistad con la amiga de Parnok, Olga Tsuberbiller que duraría durante el resto de su vida. Desde 1930 hasta su muerte, Erarskaya actuó en el Teatro de Marionetas del Moscú. Fue hermana del cantante de ópera, Vera Erarskaya (en ruso: Вера Владимировна Эрарская:  Эрарская).

## Representaciones
- Вечер памяти Оскара Уайльда (Un Anochecer a la memoria de Oscar Wilde, 1914)[13]
- Карл Брунер (Karl Bruner, juego de 2 actos adaptación de la novela por Bela Balash)[14]
- Ровно в 6. 25 (Promptly en 6:25, un juego de 3 actos)[14]
- Сказка про петуха и богатого барина (Un Cuento de un Gallo y una Salvia Rica, un juego de 2 actos)[14]
- Дочь и падчерица(Hija y Paso-hija, un juego de 2 actos)[14]
- Р. В. С. (R. V. S. Un juego de 2 actos adaptación de la historia por Arkady Gaidar)[14]
- Горшочек (El Tarro, adaptación del Novgorod cuento de hada de la colección de M. Serova, Teatro de Títere del Moscú)[14]
- Хирургия (Cirugía, adaptación de cuento por Anton Chekhov, Teatro de Títere del Moscú)[14]
- Неудача (Fracaso, adaptación de cuento por Chekhov, Teatro de Títere del Moscú)[14]
- С женой поссорился (Yo quarreled con mi mujer, adaptación de cuento por Chekhov, Teatro de Títere del Moscú)[14]

### Citas
1. ↑  Burgin, 1994, pp. 141, 220.
2. ↑  Burgin, 1994, p. 158.
3. ↑  Burgin, 1994, pp. 159-160, 162-163.
4. ↑  Burgin, 1994, pp. 159-160.
5. ↑  Burgin, 1994, p. 162.
6. ↑  Burgin, 1994, p. 164.
7. ↑  Burgin, 1994, p. 193.
8. ↑  Burgin, 1994, p. 200-201, 209.
9. ↑  Burgin, 1994, p. 209.
10. ↑  Sudak Encyclopedia, 2016.
11. ↑  Герцык, 1973, p. 41.
12. ↑  Great Biographical Encyclopedia, 2009.

### Lectura ampliada
- Герцык, Евгения (2011).  Котенко, М.А.; Жуковской, Т. Н. (introduction), eds. Перекличка через «железный занавес»: Письма Е.Герцык, В.Гриневич, Л.Бердяевой... [Roll call through the "Iron Curtain": Letters from Eugenia Gertsyk to Vera Stepanovna Grinevich, Lydia Yudifovna Berdyaev, et al.] (en ruso). Moscow, Russia: Дом русского зарубежья им. Александра Солженицына. ISBN 978-5-98854-032-8.

- Datos: Q30235657